# トバイアス・トヴェラ
トバイアス・トヴェラ（Tobias Tovera）は、アメリカ合衆国の画家。アトリエはカリフォルニア州オークランド。
水彩画家。主に滲む模様を描く。筆やゴム手袋を付けた手、注射器等、多様な手法で描く。静的コンテンツで動的エネルギーを表現し新次元の模索を担保する。液体の滲みのような波模様は岩石の断面や地形図の等高線にも見える。

## アートワーク
- hydrall 5×5
- Entering Stream 2011
- Emanations 72
- InnerSpace
- Aqua 48x48
- Rupture
- Pyre 48x48
- Channel
- Convergence
- Luminous
- Undercurrents 2010
- Nectar 2011
- Deepening

| スタブアイコン | サブスタブ | この項目は、まだ閲覧者の調べものの参照としては役立たない、美術家・芸術家に関連した書きかけの項目です。この項目を加筆・訂正などしてくださる協力者を求めています（P:美術）。 |